# The Kingdoms of Ruin
The Kingdoms of Ruin (はめつのおうこく?, Hametsu no ōkoku) è un manga scritto e disegnato da yoruhashi; è in corso di pubblicazione dall'aprile 2019 sulla rivista Monthly Comic Garden di Mag Garden. Si tratta del sequel del precedente manga dell'autrice The Kingdom of Caliburn. Un adattamento animato è stato prodotto dallo studio Yokohama Animation Laboratory e trasmesso dal 6 ottobre al 22 dicembre 2023.

## Trama
Dopo aver creato gli esseri umani Dio creò le streghe e diede loro il compito di guidare l'umanità sulla retta via. Quando però la tecnologia umana cominciò a prendere il sopravvento, le streghe vennero subito percepite come qualcosa di superfluo e da eliminare, e incominciò così una spietata caccia alle streghe guidata dall'Impero Redia.
Adonis è l'apprendista della strega Chloe Morgan e insieme stanno fuggendo dalla caccia alle streghe; un giorno, tuttavia, i due vengono intercettati e trasportati nella capitale di Redia, Neo Nightmare, dove l'imperatore Goethe giustizia a sangue freddo Chloe con un colpo di pistola in testa. Adonis, in preda a un'ira profonda, giura di sterminare tutta l'umanità per vendicare la sua amata maestra. Il giovane viene però tenuto prigioniero in una cella speciale antimagia per dieci anni, prima che una strega di nome Doroka lo liberi accidentalmente permettendogli di scatenarsi.

## Personaggi
Adonis (アドニス?, Adonisu)
Doppiato da: Kaito Ishikawa (da adulto), Yuka Terasaki (da bambino)
Il protagonista dell'opera ha come unico obiettivo quello di sterminare gli esseri umani che gli hanno portato via l'amata maestra Chloe.
Doroka (ドロカ?)
Doppiata da: Azumi Waki
Chloe Morgan (クロエ・モルガン?, Kuroe Morugan)
Doppiata da: Ryoko Shiraishi
Yamato (ヤマト?)
Doppiato da: Satoshi Hino
Il direttore dell'ENS, rimane ucciso su Luminalia.
Yuki (ユキ?)
Doppiata da: Hikaru Tono
Shirousagi (シロウサギ?)
Doppiato da: Kishō Taniyama
Imperatore Goethe (ゲーテ?)
Doppiato da: Jiro Saito
Regina Andromeda (アンドロメダ?, Andoromeda)/Dorothea Grethe (ドロテーア・グレーテ?, Dorotēa Gurēte)
Doppiata da: Azumi Waki
Si tratta di uno dei personaggi principali di The Kingdom of Caliburn, che qui diventa l'antagonista principale.
Ophelia Clementine (オフィーリア・クレメンタイン?, Ofīria Kurementain)
Doppiata da: Mayumi Karyō
La regina delle streghe presenti nel regno di Luminalia, sulla luna. Nota come la Regina della Rivelazione.

## Media

### Manga
La serie, scritta e disegnata da yoruhashi, viene serializzato dal 5 aprile 2019 sulla rivista per manga shōnen Monthly Comic Garden di Mag Garden. È il sequel della precedente opera dell'autore, The Kingdoms of Caliburn (剣の王国?, Tsurugi nō ōkoku)). È anche serializzato sui siti web Manga Doa, Mag Comi e pixiv Comic. I capitoli vengono raccolti in volumi tankōbon a partire dal 10 ottobre 2019. Al 10 aprile 2025 il numero totale ammonta a 13.
Nell'aprile 2020, Seven Seas Entertainment ha annunciato di aver concesso la licenza della serie per la pubblicazione in inglese.
In Italia la serie è stata annunciata durante il Lucca Comics & Games 2024 da SaldaPress che la pubblica a partire dal 28 marzo 2025.
| Nº | Data di prima pubblicazione | Data di prima pubblicazione | Data di prima pubblicazione | Data di prima pubblicazione                                                |
| Nº | Giapponese                  | Giapponese                  | Italiano                    | Italiano                                                                   |
| -- | --------------------------- | --------------------------- | --------------------------- | -------------------------------------------------------------------------- |
| 1  | 10 ottobre 2019             | ISBN 978-4-800-00901-2      | 28 marzo 2025               | ISBN 979-12-54614-81-5 (ed. regolare) ISBN 979-12-54616-00-0 (ed. Variant) |
| 2  | 10 febbraio 2020            | ISBN 978-4-800-00937-1      | 28 marzo 2025               | ISBN 979-12-54614-91-4                                                     |
| 3  | 7 agosto 2020               | ISBN 978-4-800-01001-8      | 18 luglio 2025              | ISBN 979-12-54616-02-4                                                     |
| 4  | 10 febbraio 2021            | ISBN 978-4-800-01048-3      | —                           | —                                                                          |
| 5  | 10 agosto 2021              | ISBN 978-4-800-01121-3      | —                           | —                                                                          |
| 6  | 9 febbraio 2022             | ISBN 978-4-800-01172-5      | —                           | —                                                                          |
| 7  | 9 settembre 2022            | ISBN 978-4-800-01244-9      | —                           | —                                                                          |
| 8  | 10 marzo 2023               | ISBN 978-4-800-01308-8      | —                           | —                                                                          |
| 9  | 10 ottobre 2023             | ISBN 978-4-800-01376-7      | —                           | —                                                                          |
| 10 | 8 febbraio 2024             | ISBN 978-4-800-01420-7      | —                           | —                                                                          |
| 11 | 11 luglio 2024              | ISBN 978-4-800-01473-3      | —                           | —                                                                          |
| 12 | 9 gennaio 2025              | ISBN 978-4-800-01540-2      | —                           | —                                                                          |
| 13 | 10 aprile 2025              | ISBN 978-4-800-01579-2      | —                           | —                                                                          |

### Anime
Un adattamento televisivo anime è stato annunciato il 1º febbraio 2023. La serie è prodotta da Yokohama Animation Laboratory e diretta da Keitaro Motonaga, con Takamitsu Kono responsabile della composizione della serie, Hiromi Kato che cura il character design e Miki Sakurai, Shu Kanematsu e Hanae Nakamura che compongono la colonna sonora. La serie è stata trasmessa dal 6 ottobre al 22 dicembre 2023 nel blocco di programmazione Animeism su MBS, TBS e BS-TBS. La sigla di apertura è Kieru made (消えるまで? lett. "Finché non scompare") di Hana Hope, mentre quella di chiusura è Prayer dei Who-ya Extended.
All'Anime Expo 2023, Crunchyroll ha annunciato di aver concesso la serie in licenza al di fuori dell'Asia. Medialink ha concesso la serie in licenza nel sud e Sud-Est asiatico e l'ha trasmessa in streaming sul canale YouTube Ani-One Asia.

#### Episodi
| Nº | Titolo italiano Giapponese 「Kanji」 - Rōmaji                                | In onda          | In onda |
| Nº | Titolo italiano Giapponese 「Kanji」 - Rōmaji                                | Giapponese       |         |
| 1  | E così, la nostra storia ha inizio 「はじまり はじまり」 - Hajimari hajimari | 6 ottobre 2023   |         |
| 2  | Haven fire 「ヘイブンファイア」 - Heibun Faia                                | 13 ottobre 2023  |         |
| 3  | Una dolce morte 「やさしい死」 - Yasashi ishi                                | 20 ottobre 2023  |         |
| 4  | La Nazione delle streghe 「魔女の国」 - Majo no kuni                         | 27 ottobre 2023  |         |
| 5  | Joy to the World 「もろびとこぞりて」 - Morobito kozorite                    | 3 novembre 2023  |         |
| 6  | Doroka, la strega 「魔女ドロカ」 - Majo Doroka                               | 10 novembre 2023 |         |
| 7  | Stagli accanto. Stalle accanto. 「Stand by him. Stand by her.」              | 17 novembre 2023 |         |
| 8  | Cerimonia d'incoronazione 「戴冠式」 - Taikanshiki                           | 24 novembre 2023 |         |
| 9  | Mamuta, il regno in rovina 「亡国マムタ」 - Bōkoku Mamuta                    | 1º dicembre 2023 |         |
| 10 | La vista perduta 「失われるまなざし」 - Ushinawareru manazashi               | 8 dicembre 2023  |         |
| 11 | Knightfall 「騎士化」 - Naitofōru                                            | 15 dicembre 2023 |         |
| 12 | Amore e vendetta 「愛と復讐」 - Ai to fukushū                                | 22 dicembre 2023 |         |